# Dezintegracja skał
Dezintegracja skał, rozpad skał – rozkruszanie się  przypowierzchniowej warstwy skały litej   na mniejsze okruchy skalne. Rozpad zachodzi w wyniku procesów wietrzenia fizycznego pod wpływem oddziaływania czynników fizyko-chemicznych; powodują go m.in. częste zmiany temperatury - pod wpływem insolacji, ciśnienia - pod wpływem zamrozu, mechaniczne działanie korzeni drzew, itp.
Typy dezintegracji:
- dezintegracja granularna (ziarnista), rozpad granularny - proces rozpadu skały na poszczególne ziarna mineralne budujące skałę, będący efektem zróżnicowanej rozszerzalności cieplnej minerałów. Proces charakterystyczny dla skał o wyraźnie ziarnistej czy krystalicznej budowie (np. rozpad granitu na tzw. kaszę granitową);
- dezintegracja blokowa, rozpad blokowy - rozpad skały na ostrokrawędziste bloki, płyty itp., wskutek wahań temperatury i ciśnienia wywołanych wielokrotnym zamarzaniem wody w szczelinach i porach skalnych (wietrzenie mrozowe).

Zobacz też: wietrzenie, eksfoliacja.

## Literatura
W. Mizerski, H. Sylwestrzak; Słownik geologiczny; Wydaw. Naukowe PWN; Warszawa 2002r.; ISBN 83-01-13781-9